# David Simón Rodríguez
David Simón Rodríguez Santana (Las Palmas de Gran Canaria, España, 16 de diciembre de 1988), conocido como David Simón, es un futbolista español. Juega de defensa y su equipo es el Lamia F. C. de la Superliga de Grecia.

## Trayectoria
David Simón dio sus primer pasos futbolísticas en el Unión Viera. En 2008 se incorporó al equipo filial de la U. D. Las Palmas en Tercera División.
En el verano de 2011 fue cedido a la U. D. Vecindario de la Segunda División B. Contó con regularidad para el club, aunque acabaron descendiendo a tercera. En 2012 renovó su vínculo con los amarillos hasta 2015, aunque seguiría permaneciendo en el equipo reserva.
En agosto de 2014 se incorporó definitivamente al primer equipo en segunda división. El 23 de agosto jugó su primer partido en esta división, en la victoria en casa por 2-0 contra la U. E. Llagostera. Anotó su primer gol en la competición el 21 de marzo del año siguiente, en la derrota 4-2 ante el C. D. Numancia.
Fue un titular indiscutible durante la campaña, apareciendo en 41 partidos y dos goles, contribuyendo al ascenso de su equipo a la Primera División después de una ausencia de 13 años. Al final de la temporada fue incluido en el mejor once de Segunda por la LFP. Hizo su debut en la primera competición el 22 de agosto de 2015, jugando los 90 minutos en la derrota 1-0 a domicilio ante el Atlético de Madrid.
Abandonó el equipo insular al finalizar la campaña 2017-18 después de haber jugado 145 partidos y marcado cinco goles. Entonces firmó por el Deportivo de La Coruña para las siguientes dos temporadas.
El 2 de septiembre de 2020 firmó con el F. C. Cartagena por una temporada. La siguienta también la empezó en el mismo sitio, aunque el 20 de enero de 2022 se desvinculó del club después de haber jugado 30 partidos en año y medio. Días más tarde se comprometió con el Lamia F. C. de Grecia.

## Clubes
| Club                         | País   | Año             |
| ---------------------------- | ------ | --------------- |
| Las Palmas Atlético          | España | 2008-2011       |
| U. D. Vecindario (cesión)    | España | 2011-2012       |
| Las Palmas Atlético          | España | 2012-2014       |
| U. D. Las Palmas             | España | 2014-2018       |
| R. C. Deportivo de La Coruña | España | 2018-2020       |
| F. C. Cartagena              | España | 2020-2022       |
| Lamia F. C.                  | Grecia | 2022-actualidad |